# Крист, Геррит
Геррит Крист (нидерл. Gerrit Krist; 4 ноября 1927, Амстердам — 5 июня 1985, там же), также известный как Гер Крист (нидерл. Ger Krist) — нидерландский футболист, игравший на позициях левого, правого и опорного полузащитника. Наиболее известен как игрок амстердамского «Аякса», в составе которого выступал на протяжении девяти сезонов. Играл также за команды «Ден Хаг», «Фламинго», «Холланд Спорт», РКХ и «Де Зварте Схапен».

## Спортивная карьера
Геррит Крист воспитанник амстердамского «Аякса», в юношеской команде играл вместе с Ринусом Михелсом и Кором ван дер Хартом. Вызывался в юношескую сборную Нидерландов. В основном составе клуба 19-летний полузащитник дебютировал 25 июня 1947 года в матче чемпионата Нидерландов против «Блау-Вита», выйдя на замену. В чемпионском сезоне он провёл только одну игру в чемпионате. В следующем сезоне вновь отметился одним появлением на поле в рамках чемпионата страны, появившись на замену вместо ван дер Харта во встрече с роттердамской командой «Нептюнюс». 
В 1948 году у «Аякса» сменился главный тренер, им стал англичанин Уолтер Крук, с его приходом Геррит стал чаше попадать в стартовый состав — в сезоне 1948/49 он принял участие в 11 матчах чемпионата. Под руководством нового тренера команда заняла только 4-е место в западной группе. 

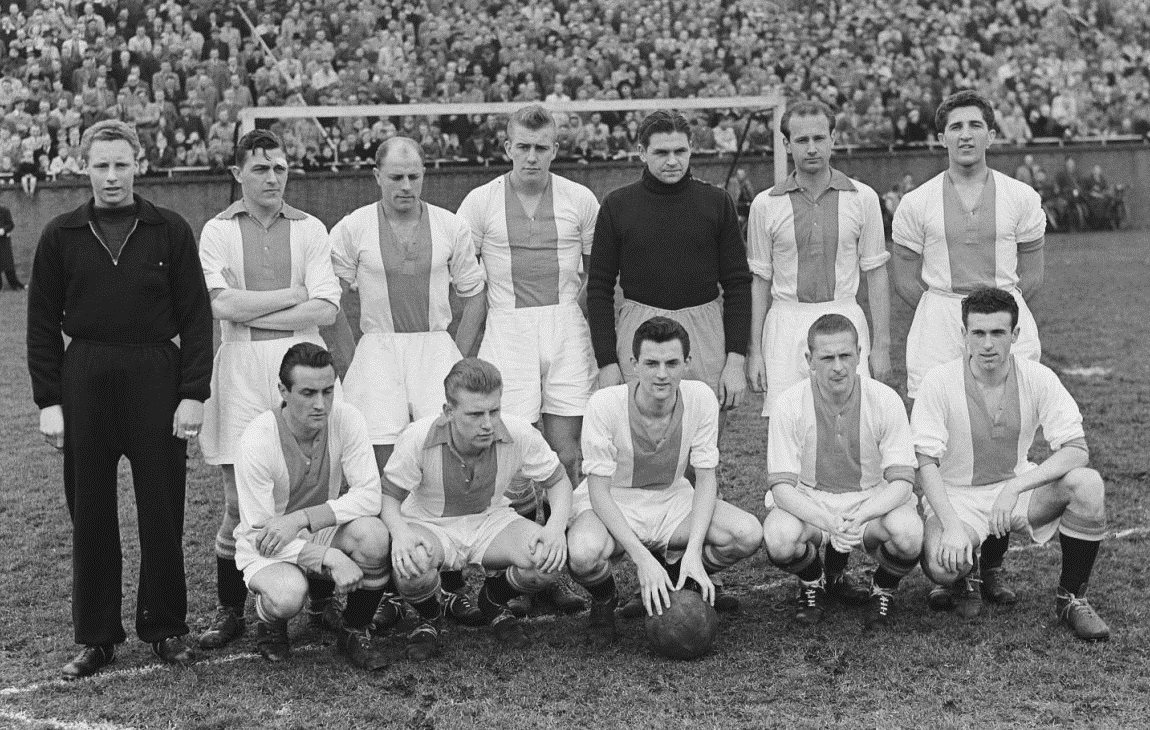
«Аякс» в марте 1952 — Геррит Крист третий слева в верхнем ряду

Сезон 1950/51 начинал как игрок основы, но в октябре 1950 года был временно выведен из состава первой команды. Причиной отстранения послужило крупное поражение в чемпионате от «Энсхедезе Бойз» со счётом 4:0. После матча комитет клуба и тренер Джек Рейнолдс приняли решение вывести из состава Хенка Сонневелта, Геррита Бёмера и Геррита Криста, и сделать ставку на Гера ван Маурика, Тео де Грота и Тео Брокманна. В отличие от Сонневелта, Бёмер и Крист в начале 1951 года вернулись в первый состав. Первую игру после возвращения Геррит провёл 14 января против команды АГОВВ — в том сезоне он сыграл всего шесть матчей в чемпионате. «Аякс» по итогам чемпионата страны занял лишь 8-е место в своей группе. 
В начале сезона 1951/52 являлся резервным игроком в команде, на его позиции играл Ко Бауэнс, однако в ноябре 1951 года состав «Аякса» претерпел очередные изменения по ходу сезона и Геррит вернулся на свою позицию, а Бауэнс вновь занял место правого полузащитника. 23 декабря Крист забил свой первый гол в рамках чемпионата страны, отличившись в гостевом матче с ВСВ. Всего за сезон отметился двумя голами в 20 матчах чемпионата. 
В июне 1954 года появилась информация о возможном переходе Геррита в профессиональный клуб БВК Амстердам. Тем не менее, он остался в «Аяксе» и сыграл три матча в чемпионате, который не был доигран. За неполные девять сезонов Крист сыграл за «Аякс» в чемпионате 101 матч и забил 3 гола. 
В октябре 1954 года Геррит подписал контракт с профессиональным клубом «Ден Хаг». В турнире, который проводился под эгидой Нидерландского профессионального футбольного союза (NBVB), он дебютировал 3 октября в матче с клубом «Твентсе Профс». Спустя месяц Королевский футбольный союз Нидерландов и Нидерландский профессиональный футбольный союз объединились, после чего был создан новый чемпионат страны. После этого клуб «Ден Хааг» объединился с командой «Роттердам» из одноимённого города, в результате чего появился новый клуб «Фламинго». От «Ден Хаага» в новую команду было отправлено 7 футболистов, включая Криста, а от «Роттердама» — 12. Уже в январе 1955 года клуб Геррита обрёл ненадолго новое название — «Холланд Спорт», а в июле того же года после объединения с командой СВВ Схевенинген стал именоваться как «Схевенинген Холланд Спорт». По итогам переходного сезона «Холланд» занял 2-е место в группе A чемпионата, которое позволяло со следующего сезона участвовать в следующем переходном турнире.
В составе клуба «Схевенинген Холланд Спорт» выступал на протяжении двух с половиной лет, а в мае 1957 года перешёл в команду РКХ из Харлема. Трансфер 29-летнего полузащитника обошёлся его новому клубу в 20 тысяч гульденов. В июле 1960 года был выставлен на трансфер и в итоге продолжил карьеру в любительском клубе «Де Зварте Схапен».

## Личная жизнь
Отец — Геррит Крист, был родом из Амстердама, мать — Йоханна Эвердина Классенс, родилась в деревне Хес. 
Женился в возрасте двадцати шести лет — его супругой стала 27-летняя Герритье (Герри) Панс, уроженка Амстердама. Их брак был зарегистрирован 20 августа 1954 года в Амстердаме. В марте 1956 года в их семье родился сын по имени Роберт.
Умер 5 июня 1985 года в Амстердаме в возрасте 57 лет. Похоронен 10 июня на кладбище Де Ньиве Остер в Амстердаме.

## Достижения
«Аякс»
- Чемпион Нидерландов: 1946/47

## Статистика по сезонам
| Клуб              | Сезон   | Чемпионат Нидерландов | Чемпионат Нидерландов | Кубок Нидерландов | Кубок Нидерландов | Итого | Итого |
| Клуб              | Сезон   | Игры                  | Голы                  | Игры              | Голы              | Игры  | Голы  |
| ----------------- | ------- | --------------------- | --------------------- | ----------------- | ----------------- | ----- | ----- |
| Аякс              | 1946/47 | 1                     | 0                     | —                 | —                 | 1     | 0     |
| Аякс              | 1947/48 | 1                     | 0                     | —                 | —                 | 1     | 0     |
| Аякс              | 1948/49 | 11                    | 0                     | ?                 | ?                 | 11    | 0     |
| Аякс              | 1949/50 | 6                     | 0                     | —                 | —                 | 6     | 0     |
| Аякс              | 1950/51 | 6                     | 0                     | —                 | —                 | 6     | 0     |
| Аякс              | 1951/52 | 20                    | 2                     | —                 | —                 | 20    | 2     |
| Аякс              | 1952/53 | 26                    | 0                     | —                 | —                 | 26    | 0     |
| Аякс              | 1953/54 | 27                    | 1                     | —                 | —                 | 27    | 1     |
| Аякс              | 1954    | 3                     | 0                     | —                 | —                 | 3     | 0     |
| Аякс              | Итого   | 101                   | 3                     | ?                 | ?                 | 101   | 3     |
| Холланд Спорт/СХС | 1954/55 | ?                     | 1                     | —                 | —                 | ?     | 1     |
| Холланд Спорт/СХС | 1955/56 | ?                     | 0                     | —                 | —                 | ?     | 0     |
| Холланд Спорт/СХС | 1956/57 | 30                    | 0                     | —                 | —                 | 30    | 0     |
| Холланд Спорт/СХС | Итого   | 30+                   | 1                     | —                 | —                 | 30+   | 1     |
| РКХ               | 1957/58 | 29                    | 0                     | ?                 | 0                 | 29+   | 0     |
| РКХ               | 1958/59 | 28                    | 0                     | ?                 | 0                 | 28+   | 0     |
| РКХ               | 1959/60 | 18                    | 3                     | —                 | —                 | 18    | 3     |
| РКХ               | Итого   | 75                    | 3                     | ?                 | 0                 | 75    | 3     |